# Mohamed Bouchiha
Mohamed Bouchiha (arabe : محمد بوشيحة), né le 21 juin 1948 à Tunis, est un homme politique tunisien.
Ancien journaliste, cette figure du Parti de l'unité populaire a adhéré à son parti avant même sa légalisation en 1981. Élu député, il est finalement porté à la tête de son parti en 2000, succédant ainsi à Mohamed Belhaj Amor, le candidat du parti à l'élection présidentielle de 1999. Bouchiha se présente lui-même à la magistrature suprême en 2004 et 2009.

## Biographie
Bouchiha suit un enseignement primaire à l'école du palais Kheireddine à Tunis, de 1955 à 1961, puis secondaire au lycée Carnot de Tunis, jusqu'en 1969, où il obtient un baccalauréat en lettres et philosophie. Jusqu'en 1973, il effectue ses études supérieures à la faculté des lettres et des sciences humaines de Tunis, où il obtient une maîtrise en histoire et en géographie avec un certificat complémentaire en sociologie.
Bouchiha effectue un bref passage par La Presse de Tunisie de 1972 à 1974, avant de diriger la Société nationale de transport interurbain (SNTRI) de 1981 à 1985. En 1980, il fonde l'Association des employés du ministère de l'éducation pour le sport, la culture et le travail, dont il est membre jusqu'en 1981.
Il est marié et père de deux enfants de même que grand-père. Il est par ailleurs un cousin de Leïla Ben Ali, première dame de la Tunisie et femme du président Zine el-Abidine Ben Ali, en poste de 1987 à 2011.

### Carrière politique
En 1979, il s'engage dans le Parti de l'unité populaire (PUP), dont il est le secrétaire général adjoint de 1981 à janvier 2000. Lors des élections législatives de 1981, il est la tête de liste du parti à Zaghouan puis, lors des législatives suivantes, il est sa tête de liste dans la circonscription de Tunis I. De 1988 à 2000, il assume également la direction de la rédaction de l'hebdomadaire Al Wahda, l'organe du parti.
Élu député lors des élections législatives de 1999, il devient en même temps président de la commission de l'immunité parlementaire. De 2000 à 2004, il appartient au bureau du Conseil de la Choura de l'Union du Maghreb arabe. De 2001 à 2004, il est également membre de l'Assemblée parlementaire euro-méditerranéenne. Le 16 janvier 2000, il devient secrétaire général du PUP, poste où, en l'absence de toute opposition, il est confirmé pour cinq ans lors du septième congrès du parti en octobre 2007) ; il prend aussi le poste de directeur de la publication d'Al Wahda.
Il participe à de nombreuses conférences et réunions des mouvements et partis politiques en Tunisie et dans le monde. Sa carrière politique lui a permis de rencontrer un certain nombre d'hommes politiques de diverses nationalités qu'il présente comme ses « amis » : ils viennent de Chine, de Cuba, du Chili, du monde arabe, notamment de l'Autorité palestinienne (Yasser Arafat, Nayef Hawatmeh et Ahmad Saadat), etc. George W. Bush figure aussi parmi ceux-ci. À l'occasion du vingtième anniversaire de l'arrivée au pouvoir de Ben Ali, survenue le 7 novembre 1987, il est décoré du grand cordon de l'Ordre du 7 novembre.
Il démissionne le 8 mars 2011. moins de deux mois après la révolution qui chasse le président Ben Ali du pouvoir. Une interdiction de voyage est émise à son encontre en septembre 2013 à la suite d'une enquête sur le financement de son parti à l’époque du président Ben Ali.

### Candidatures présidentielles
Il se présente à l'élection présidentielle de 2004 et remporte 3,78 % des suffrages ; cela équivaut à 166 629 suffrages au niveau national et 1 357 dans les centres de vote à l'étranger, soit un total de 167 986 voix en sa faveur. Ben Ali étant réélu avec 94,48 % des voix, Bouchiha affirme que son « score à la présidentielle dénote que nous avons une place importante dans le paysage politique qui nous a permis de briser le tabou des 99 % enregistrés lors des scrutins présidentiels précédents ». Le journaliste Hamiche Amar rapporte qu'il s'était réjoui d'être le premier candidat de l'opposition à franchir la barre de 1 % depuis la première présidentielle pluraliste de l'histoire de la Tunisie en 1999 ; il s'est également dit « satisfait » de son score qui faisait état d'une « neutralité claire » de l'administration. Pour Monique Mas, Bouchiha sert pourtant de « faire-valoir » à Ben Ali alors que, pour Sihem Bensedrine, c'est un « candidat alibi, désigné par le pouvoir », un « faux candidat, qui est là juste pour justifier un pluralisme aux yeux du monde extérieur ».
En vue de l'élection présidentielle de 2009, il annonce sa candidature dans une interview publiée par le quotidien Le Temps le 1er septembre 2008, devenant ainsi le premier dirigeant de l'opposition tunisienne habilité à se présenter à le faire. Le Conseil central du parti, réuni du 28 au 30 novembre à l'hôtel Le Diplomat de Tunis, afin de fêter le 25e anniversaire de la reconnaissance du parti, officialise cette candidature,. Le 28 août, il dépose officiellement sa candidature au Conseil constitutionnel. Lui-même considère sa candidature comme une « confirmation du climat politique positif en Tunisie ». Il dit réaliser « parfaitement que se présenter à ces élections auxquelles se présentera le président Ben Ali avec les acquis et les réalisations qu'il a à son actif, n'a [...] qu'une portée pédagogique ». Il refuse néanmoins qu'on considère sa candidature comme du « décor » et de l'« allégeance », pensant que de tels « propos [...] n'ont aucun sens ». Il reconnaît en fait que sa « candidature [est] plutôt politique » qu'électorale. Au terme du scrutin, il arrive finalement en deuxième position avec 5,01 % des suffrages exprimés.

### Carrière professionnelle
En marge de cette carrière politique, il devient en 1995 PDG de la Compagnie des transports par pipeline au Sahara (TRAPSA), poste qu'il occupe jusqu'en 1999. En janvier de cette année-là, il est nommé PDG des Ciments artificiels tunisiens (CAT), poste qu'il n'occupe plus depuis 2000.

## Idées politiques
Bouchiha se considère comme un « socialiste moderne », en ce sens qu'il allie « les contraintes du moment et les attentes et les aspirations d'une société tournée vers l'avenir soucieuse de progrès, de modernité et d'indépendance ». Lors d'un colloque organisé le 29 mai 2009 par le Forum du progrès du Parti de l'unité populaire et ayant pour thème « Les problématiques du discours religieux contemporain », Bouchiha affirme que, selon lui, « l'islam à l'instar de toutes les religions prône la liberté, l'égalité, le respect de l'autre », et rejette « toute incitation à la haine et à la discorde ». Par rapport au mouvement national tunisien et au devoir de mémoire, Bouchiha indique qu'à ses yeux les « événements du 9 avril 1938 constituent une preuve irréfutable des grands sacrifices consentis par le peuple tunisien pour l'accession à l'indépendance et la consécration de la souveraineté nationale ».
Sur le plan international, Bouchiha pense que les États-Unis « portent la responsabilité de ne pas trouver de solutions au problème palestinien et portent la responsabilité de l'invasion de l'Irak et de l'Afghanistan et sont responsables aujourd'hui de cette crise financière qui aura des répercussions néfastes sur le plan social non seulement en Amérique mais également dans le monde ». Il appelle également les dirigeants américains à modifier « radicalement leur politique hégémonique et ignorante des droits des peuples pour un développement équitable ».